# Mesoleptus binominatus
Mesoleptus binominatus är en stekelart som beskrevs av Smith 1853. Mesoleptus binominatus ingår i släktet Mesoleptus och familjen brokparasitsteklar. Inga underarter finns listade i Catalogue of Life.